# 19 prairial
19 floréal 19 messidor
Le nonidi 19 prairial, officiellement dénommé jour du tilleul, est le 259e jour de l'année du calendrier républicain.
C'était généralement le 7e jour du mois de juin dans le calendrier grégorien.